# Bakerella hoyifolia
Bakerella hoyifolia är en tvåhjärtbladig växtart. Bakerella hoyifolia ingår i släktet Bakerella och familjen Loranthaceae.

## Underarter
Arten delas in i följande underarter:
- B. h. boinensis
- B. h. bojeri
- B. h. hoyifolia
- B. h. basiinflata
- B. h. itrafanaombaensis
- B. h. parkeri